# OpenStack
OpenStack は、クラウドコンピューティングのためのオープンソース・フリーソフトウェアであり、クラウドの分類のIaaSサービスとして仮想マシンやその他のリソースを提供する。
OpenStackは、データセンター全体の処理、ストレージ、およびネットワークリソースのマルチベンダーハードウェアプールを制御するコンポーネントで構成されている。
そして、Webベースのダッシュボード、コマンドラインツール、または Webサービスを通じて操作する。
OpenStackは 2010年に、米Rackspace Hosting社とNASAの共同プロジェクトとして始まった。
ソフトウェアとそのコミュニティを促進するために、2012年9月に設立された非営利法人 OpenStack Foundation
によって OpenStack は管理されている。
AT&T、AMD、Cisco、デル、エリクソン、HPE、IBM、インテル、NEC、レッドハット、VMware、Yahoo!など、500以上の企業が参加している。

## 歴史

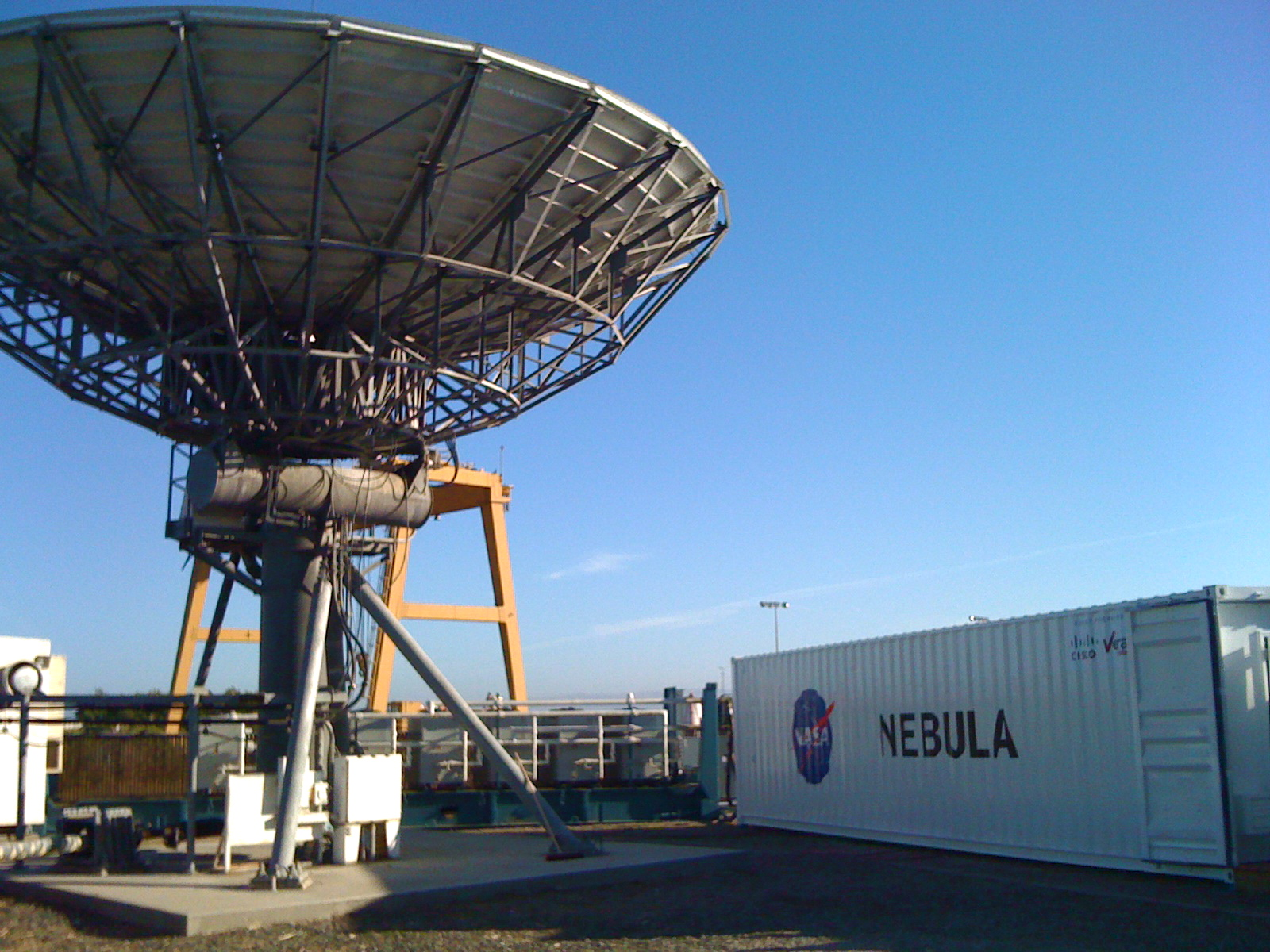
NASA's Nebula platform

2010年7月、米Rackspace HostingとNASAは共同でOpenStackと呼ばれるオープンソースのクラウドソフトウェアを作るプロジェクトを開始した。
標準的なハードウェアで動作するクラウドコンピューティングサービスを提供する組織を支援することがOpenStackプロジェクトの目的である。
それから3ヶ月後の2010年10月21日、オースティン(Austin)というコードネームの最初の正式リリースされた。
ソフトウェアの定期的なアップデートは数ヶ月おきにリリースされた。
初版は、NASAのNebulaプラットフォームだけでなく、Rackspace's Cloud Files platformプラットフォームからも提供された。
2011年、Ubuntu Linuxディストリビューションの開発者は、Ubuntu 11.04 "Natty Narwhal" 向けに OpenStack "Bexar"技術プレビュー版を採用した。
UbuntuのスポンサーであるCanonicalは、OpenStack "Cactus"リリースからOpenStackクラウドのサポートを開始した。
2011年のOpenstack "Cactus"リリースからDebian Sidでも利用可能になった。OpenStackを含むDebianの最初のリリースはOpenStack 2012.1（コードネーム： "Essex"）を含むDebian 7.0（コード名 "Wheezy"）である。
2011年10月、SUSEは、OpenStack "Diablo"リリースをベースとした、業界初の完全に設定済みOpenStackアプライアンスのパブリックプレビューを発表した。
2012年8月、OpenStack "Essex"リリースをベースとして、SUSEはエンタープライズOpenStackディストリビューションの商用サポートを開始した。
2012年11月、OpenNASA v2.0 Government（GaaPモデル）をプラットフォームとしたイギリス政府のデジタルサービス（GDS）が、運用を開始した。

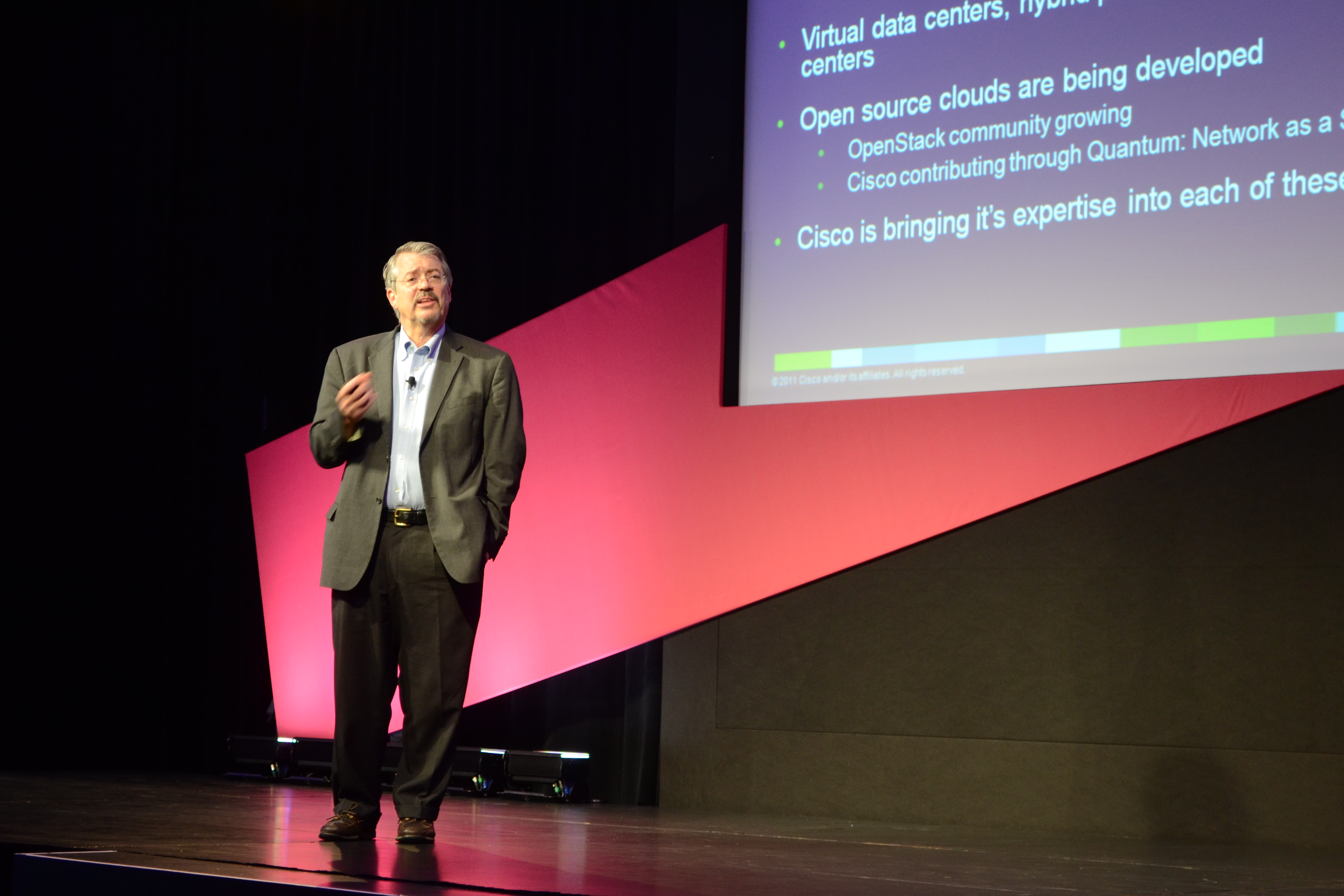
Lew Tucker, VP & CTO, Cloud Computing of Cisco in 2012

2012年、OpenStack "Essex"リリースをベースとして、Red HatはOpenStackディストリビューションのプレビューを発表した。
2013年7月にOpenStackの"Grizzly"リリースをベースとして商用サポートを開始した。
2013年7月、OpenStackに技術的進歩などの要因がないなどの理由とパブリッククラウドの使用に注力するため、NASAはプロジェクトの積極的な開発者をやめると発表した 。
しかし、この発表は、エイムズ研究センター CIO Ray O’Brien氏の発言と一部矛盾している。
2013年12月、オラクルは、OpenStackにスポンサーとして参加し、Oracle Solaris、Oracle Linuxなどの製品にOpenStackを導入する予定と発表した。
そして、2014年9月24日に、OpenStack "Icehouse" リリースをベースに、Oracle Solaris、およびOracle Linux向けOracle OpenStackディストリビューションをリリースした。
2014年5月、HPはHP Helionを発表し、"IceHouse"リリースからHP Helion OpenStack Communityのプレビューをリリースした。 HPはOpenStackでHP Helion Public Cloudを2012年から運用している。
2014年、Interop 、および Tech Field Dayにおいて、米Avaya社がショートテストパスブリジングとOpenStackを自動キャンパスとして使用し、データセンターからエンドデバイスまでの自動化を拡張し、サービス提供から手作業によるプロビジョニングを取り除きソフトウェア・デファインド・ネットワーキングを実証した。
2015年3月現在、NASAはOpenStackプライベートクラウドを利用しており、
OpenStackパブリッククラウドサポートのための提案を行っている。
2015年10月、NECは、OpenStack "kilo" リリースをベースとした、NEC Cloud Systemを発売した。

## コンポーネント

OpenStackは、さまざまなコード名のコンポーネントを持つモジュラーアーキテクチャを採用している。

### コンピュート (Nova)
Novaは全てのスケジュールや起動の処理をオーケストレートする。
- NovaはIaaSクラウドをコントロールする
- Novaはクラウドをオーケストレートし、インスタンスを稼働させる

### ネットワーキング (Neutron)
Neutronは全てのOpenStackサービスを接続するためのSDN(ソフトウェアで定義されたネットワーク)を提供する。
- ユーザーがレイヤー2/3ネットワークを作成してインターフェイスを取り付けることができる
- APIで異なったテクノロジを利用可能にする、プラグインIFを持つ

### ブロックストレージ (Cinder)
CinderはゲストVMに永続的ブロックストレージを提供する
(USBケーブルなしでHDDを接続するような感覚)
- VMへの永続ストレージを追加するのに利用される
- VMと紐付けてアクセスする
- OpenStackブロックストレージコントロールプロトコルを通してマウントされる
  - 例：iSCSI
- 必要に応じてサイズを決められる
  - 例：1TBの追加ハードドライブ

### アイデンティティサービス (Keystone)
KeystoneはOpenStackコンポーネントへの認証と権限付与を提供する。
- 全コンポーネントとそのサービスのリストを提供する
- 誰が何にアクセスできるかをコントロールできる
  - プロジェクト
  - ユーザー
  - 役割
  - リソース割当量

### イメージサービス (Glance)
Glanceは仮想ディスクイメージのカタログと保存場所を提供する。
- VMイメージを保存し、読み出す機能
- VMイメージに関するメタデータを保存し、読み出す機能
- 様々なイメージタイプをサポート
  - vhd (VMWare, Xen, Microsoft, VirtualBox,その他)
  - vmdk
  - vdi (VirtualBox,QEMU)
  - iso (光学ディスクイメージ)
  - qcow2 (QEMU、コピーオンライトをサポートする)
  - aki (Amazon kernel image)
  - ari (Amazon ramdisk image)
  - ami (Amazon machine image)

### オブジェクトストレージ (Swift)
Swiftは無限にスケーラブルなブロブ(輪郭のない)ストレージ。データの保存や読み出しを可能にする。
（ファイルサーバーのようなディレクトリ概念はない）
- 仮想マシンイメージやデータを保存するのに利用される
- どこからでも利用可能
- 将来的なデータ量増大に対して、簡単にスケールできる
  - 例：数百個のペタバイト級データセットの保存

### ダッシュボード (Horizon)
Horizonは他のOpenStackコンポーネントにweb フロントエンドを提供する。
- 全コンポーネントへの管理コンソール
- それぞれのコンポーネントへの簡単なアクセスとコントロール
- システム管理者向けに設計されている
- クラウドに対して主要なオペレーションを実行できる
  - インスタンス起動
  - IPアドレスの割り当て
  - アクセスコントロールの設定

## 歴史的名称
いくつかのOpenStackプロジェクトは商標問題のために名前を変更している。
- Neutron(ニュートロン|中性子)は、以前Quantum(クアンタム|量子)と呼ばれていた[40]。
- Sahara(サハラ)は、以前Savanna(サバナ)と呼ばれていた[41]。
- Designate(デジグネイト|指定者)は、以前Moniker(モニカ)と呼ばれていた[42]。
- Trove(トロブ|収集)は、以前RedDwarf(レッドドワーフ)と呼ばれていた[43]。
- Zaqar(ザカール)は以前はMarconi(マルコーニ)と呼ばれていた[44][45]。

## 他のクラウドAPIとの互換性
OpenStackは他のクラウドAPIとの互換性を追求していない。
しかし、いくつかのOpenStackコミュニティが互換性について活動している。
- EC2 APIプロジェクトは、Amazon EC2との互換性を提供することを目的としている[47]。
- GCE APIプロジェクトは、Google Compute Engineとの互換性を提供することを目的としている[48]。

## ガバナンス
OpenStackは、非営利団体と理事会、技術委員会、ユーザー委員会によって管理されている。取締役会は、8プラチナスポンサーのそれぞれから8メンバー、24のゴールドスポンサーの中から8メンバー、ファウンデーション個人メンバーから選出された8人のメンバーで構成されている。
2013年現在の理事会メンバーは以下のとおり
- プラチナディレクター
  - Chris Kemp, Nebula(英語版)
  - Alan Clark, SUSE, Chairman of the Board
  - Van Lindberg, Rackspace（英語版）
  - Eileen Evans, ヒューレット・パッカード
  - Toby Ford, AT&T
  - John Zannos, カノニカル
  - Todd Moore, IBM
  - Brian Stevens, レッドハット

- ゴールドディレクター
  - Simon Anderson, DreamHost
  - Nick Barcet, eNovance
  - Randy Bias, Cloudscaling（英語版）
  - Joseph George, Dell
  - Joshua McKenty, Piston Cloud Computing
  - Boris Renski, Mirantis
  - Sean Roberts, Yahoo!
  - Lew Tucker, Cisco, Vice Chairman of the Board

- 個人ディレクター
  - Tim Bell, CERN
  - Hui Cheng, UnitedStack
  - Tristan Goode, Aptira
  - Rob Hirschfeld, Dell
  - Mark McLoughlin レッドハット
  - Lauren Sell, OpenStack Foundation
  - Monty Taylor, ヒューレット・パッカード
  - Troy Toman, Rackspace（英語版）

- 旧ディレクター
  - Yujie Du, 99 Cloud
  - Dr. Tzi-cker Chiueh, ITRI/CCAT
  - John Igoe, Dell
  - Jon Mittelhauser（英語版）, Nebula
  - Devin Carlen, Nebula
  - Jim Curry, Rackspace
  - Kyle MacDonald, カノニカル

2013年現在のテクニカルコミッティーは以下のとおり。
- Russell Bryant, レッドハット
- Thierry Carrez, OpenStack Foundation
- Julien Danjou
- John Dickinson, SwiftStack
- Anne Gentle, Rackspace
- John Griffith, Solidfire
- Steven Hardy, レッドハット
- Gabriel Hurly, Nebula
- Vish Ishaya, Nebula
- Dolph Mathews, Rackspace
- Mark McClain, DreamHost（英語版）[51]
- Mark McLoughlin, レッドハット
- Michael Still, Rackspace
- Monty Taylor, ヒューレット・パッカード
- Mark Washenburger, Nebula

2013年現在のユーザーコミッティーは以下のとおり。
- Tim Bell, CERN
- Ryan Lane, Wikimedia Foundation
- Jean-Christophe Martin, eBay

## ユーザー
OpenStackのユーザーのうちのいくつか。
- AT&T – 2012年1月に参加[53]
- CERN
- ドイツテレコム OpenStackベースの"Business Marketplace"を作った[54]。
- HP Converged Cloud（英語版） ソフトウェアとクラウドサービスを一つのパッケージにまとめ、ひとつの統合されたアーキテクチャにしている[55]
- HP Cloud Services（英語版） – UbuntuをホストOS、ゲストOSとして採用している[56]。
- インテル
- iQIYI [57]
- KT (旧コリアンテレコム) - オブジェクトストレージのみ [58]
- MercadoLibre – MercadoLibre は6,000VM以上をOpenStackで管理している [59]。
- NASA
- PayPal [60]
- Rackspace Cloud（英語版） [61]
- ソニー - PlayStation 4向けのオンラインゲーム [62][63]
- SUSE クラウドソリューションSUSE Cloud プロダクトの詳細.
- Wikimedia Labs[64]
- Yahoo!

## ディストリビューション
- Cloudscaling（英語版）[65]
- Debian
- Fedora
- Piston Cloud Computing
- OpenSUSE
- SUSE
- Ubuntu
- Morphlabs
- StackOps
- RHEL [66][67]
- Mirantis Fuel
- Rackspace Private Cloud
- DevStack

## リリース履歴
| リリース名 | リリース日     | EOL日          | 含まれるコンポーネントコード名 | 注釈                           |
| ---------- | -------------- | -------------- | --- | ------------------------------ |
| Austin     | 2010年10月21日 | 廃止済         | Nova, Swift |                                |
| Bexar      | 2011年2月3日   | 廃止済         | Nova, Glance, Swift |                                |
| Cactus     | 2011年4月15日  | 廃止済         | Nova, Glance, Swift |                                |
| Diablo     | 2011年9月22日  | 2013年5月6日   | Nova, Glance, Swift |                                |
| Essex      | 2012年4月5日   | 2013年5月6日   | Nova, Glance, Swift, Horizon, Keystone |                                |
| Folsom     | 2012年9月27日  | 2013年11月9日  | Nova, Glance, Swift, Horizon, Keystone, Quantum, Cinder | Openstack Folsom Architecture  |
| Grizzly    | 2013年4月4日   | 2014年3月29日  | Nova, Glance, Swift, Horizon, Keystone, Quantum, Cinder | Openstack Grizzly Architecture |
| Havana     | 2013年10月17日 | 2014年9月30日  | Nova, Glance, Swift, Horizon, Keystone, Neutron, Cinder, Heat, Ceilometer | Havana リリースノート          |
| Icehouse   | 2014年4月17日  | 2015年7月2日   | Nova, Glance, Swift, Horizon, Keystone, Neutron, Cinder, Heat, Ceilometer, Trove | Icehouse リリースノート        |
| Juno       | 2014年10月16日 | 2015年12月7日  | Nova, Glance, Swift, Horizon, Keystone, Neutron, Cinder, Heat, Ceilometer, Trove, Sahara | Juno リリースノート            |
| Kilo       | 2015年4月30日  | 2016年5月2日   | Nova, Glance, Swift, Horizon, Keystone, Neutron, Cinder, Heat, Ceilometer, Trove, Sahara, Ironic | Kilo リリースノート            |
| Liberty    | 2015年10月16日 | 2016年11月17日 | Nova, Glance, Swift, Horizon, Keystone, Neutron, Cinder, Heat, Ceilometer, Trove, Sahara, Ironic, Zaqar, Manila, Designate, Barbican | Liberty リリースノート         |
| Mitaka     | 2016年4月7日   | 2017年4月10日  | Nova, Glance, Swift, Horizon, Keystone, Neutron, Cinder, Heat, Ceilometer, Trove, Sahara, Ironic, Zaqar, Manila, Designate, Barbican, Searchlight, Magnum | Mitaka リリースノート          |
| Newton     | 2016年10月6日  | 2017年10月25日 | Nova, Glance, Swift, Horizon, Keystone, Neutron, Cinder, Heat, Ceilometer, Trove, Sahara, Ironic, Zaqar, Manila, Designate, Barbican, Searchlight, Magnum, aodh, cloudkitty, congress, freezer, mistral, monasca-api, monasca-log-api, murano, panko, senlin, solum, tacker, vitrage, Watcher | Newton Release Summary         |
| Ocata      | 2017年2月22日  | TBD            | Nova, Glance, Swift, Horizon, Keystone, Neutron, Cinder, Heat, Ceilometer, Trove, Sahara, Ironic, Zaqar, Manila, Designate, Barbican, Searchlight, Magnum, aodh, cloudkitty, congress, freezer, mistral, monasca-api, monasca-log-api, murano, panko, senlin, solum, tacker, vitrage, Watcher | Ocata Release Summary          |
| Pike       | 2017年8月30日  | TBD            | Nova, Glance, Swift, Horizon, Keystone, Neutron, Cinder, Heat, Ceilometer, Trove, Sahara, Ironic, Zaqar, Manila, Designate, Barbican, Searchlight, Magnum, aodh, cloudkitty, congress, freezer, mistral, monasca-api, monasca-log-api, murano, panko, senlin, solum, tacker, vitrage, Watcher | Pike Release Summary           |
| Queens     | 2018年2月28日  | TBD            | Nova, Glance, Swift, Horizon, Keystone, Neutron, Cinder, Heat, Ceilometer, Trove, Sahara, Ironic, Zaqar, Manila, Designate, Barbican, Searchlight, Magnum, aodh, cloudkitty, congress, freezer, mistral, monasca-api, monasca-log-api, murano, panko, senlin, solum, tacker, vitrage, Watcher, blazar, karbor, storlets, zun                                                                                              | Queens Release Summary         |
| Rocky      | 2018年8月30日  | TBD            | | Rocky Release Summary          |
| Stein      | 2019年4月10日  | TBD            | | Stein Release Notes            |
| Train      | 2019年10月16日 | TBD            | | Train Release Notes            |
| Ussuri     | 2020年5月13日  | TBD            | adjutant, aodh, barbican, blazar, ceilometer, cinder, cloudkitty, congress, cyborg, designate, ec2-api, freezer, glance, heat, horizon, ironic, karbor, keystone, magnum, manila, masakari, mistral, monasca-api, monasca-events-api, murano, neutron, nova, octavia, panko, placement, qinling, sahara, searchlight, senlin, solum, storlets, swift, tacker, tricircle, trove, vitrage, watcher, zaqar, zun (44サービス) | Ussuri Release Notes           |
| Victoria   | 2020年10月14日 | TBD            | | Victoria Release Notes         |